# 신림초등학교 (강원)
신림초등학교는 대한민국 강원특별자치도 원주시에 있는 공립 초등학교이다.

## 학교 연혁
- 1925.09.24 신림공립보통학교(4년제 3학급) 개교(설립인가 8월 31일)
- 1938.04.01 교명 변경 (신림공립심상소학교)
- 1941.04.01 교명 변경 (신림공립국민학교)
- 1985.09.24 개교 60주년 기념행사
- 1996.03.01 구학분교, 성림분교 통폐합
- 1996.03.01 신림초등학교로 교명 개칭
- 2015.02.12 제89회 졸업(졸업생 총수:5,479명)
- 2015.03.01 제26대 정용수 교장 부임
- 2016.03.02 2016학년도 7학급 편성

## 유네스코학교
유네스코학교는 평화, 자유, 정의, 인권과 같은 유네스코의 이념을 다양한 교육 활동을 통해 앞장서 실천하는 학교로서 유네스코가 지향하는 가치와 이상을 학교 현장에서 실천하기 위해 학교장 및 교사가 실질적인 활동의 운영 주체가 되어 바람직한 학교 모델을 발전시키기 위한 교육 활동을 펼치고 있다.

## 참고 자료
- 신림초등학교 - 한국교육학술정보원 학교알리미